# Pestalotiopsis
Pestalotiopsis Steyaert, 1949 è un genere di funghi ascomiceti della famiglia Amphisphaeriaceae.

## Tassonomia
La specie tipo è Pestalotiopsis guepinii (Desm.) Steyaert, 1949. Il genere comprende le seguenti specie:
- Pestalotiopsis acrocomiarum Bat. (1954)
- Pestalotiopsis adusta (Ellis & Everh.) Steyaert (1953)
- Pestalotiopsis aeruginea (Steyaert) Steyaert (1949)
- Pestalotiopsis affinis Y.X. Chen & G. Wei (2002)
- Pestalotiopsis aloës (Trinchieri) J. Xiang Zhang & T. Xu (2003)
- Pestalotiopsis alpiniae Y.X. Chen & G. Wei (2002)
- Pestalotiopsis anacardii D. Kamil, T.P. Devi, N. Mathur, O.P. Singh, P. Pandey, N. Prabhakaran & V. Patil (2012)
- Pestalotiopsis angusta Steyaert (1953)
- Pestalotiopsis annonae Bat. & Peres (1966)
- Pestalotiopsis annulata (Berk. & M.A. Curtis) Steyaert (1949)
- Pestalotiopsis antenniformis (B.J. Murray) Y.X. Chen (1994)
- Pestalotiopsis anthurii (Henn.) Rib. Souza (1985)
- Pestalotiopsis antiaris Y.X. Chen & G. Wei (2002)
- Pestalotiopsis apiculata (T.Z. Huang) T.Z. Huang (1983)
- Pestalotiopsis aquatica (Ellis & Everh.) Steyaert (1949)
- Pestalotiopsis arachidis Satya (1964)
- Pestalotiopsis arborei N.I. Singh (1981)
- Pestalotiopsis arceuthobii Maharachch., K.D. Hyde & Crous (2014)
- Pestalotiopsis ardisiae (Henn.) X.A. Sun & Q.X. Ge (1990)
- Pestalotiopsis arengae Maharachch., K.D. Hyde & Crous (2014)
- Pestalotiopsis australasiae Maharachch., K.D. Hyde & Crous (2014)
- Pestalotiopsis australis Maharachch., K.D. Hyde & Crous (2014)
- Pestalotiopsis baarnensis Steyaert (1949)
- Pestalotiopsis batatas (Ellis & Everh.) G.C. Zhao & N. Li (1995)
- Pestalotiopsis besseyi (Guba) Nag Raj (1985)
- Pestalotiopsis betazamiae (Guba) Y.X. Chen & G. Wei (2009)
- Pestalotiopsis biciliata Maharachch., K.D. Hyde & Crous (2014)
- Pestalotiopsis bicolor (Ellis & Everh.) A.R. Liu, T. Xu & L.D. Guo (2006)
- Pestalotiopsis brassicae (Guba) Maharachch., K.D. Hyde & Crous (2014)
- Pestalotiopsis breviseta (Sacc.) Steyaert (1949)
- Pestalotiopsis briosiana (Montemart.) J.G. Wei & T. Xu (2005)
- Pestalotiopsis bruguierae Purkay. & A.K. Pal bis (1996)
- Pestalotiopsis calabae (Westend.) Steyaert (1949)
- Pestalotiopsis camelliae Yan M. Zhang, Maharachch. & K.D. Hyde (2012)
- Pestalotiopsis canangae (Koord.) Y.X. Chen (1993)
- Pestalotiopsis capitata (Ellis) Y.X. Chen & G. Wei (2009)
- Pestalotiopsis capparicola Bat. & H. Maia (1957)
- Pestalotiopsis carbonacea (Steyaert) Steyaert (1949)
- Pestalotiopsis carveri (Guba) P.L. Zhu, Q.X. Ge & T. Xu (1991)
- Pestalotiopsis casuarinae (Cooke & Massee) Nag Raj (1993)
- Pestalotiopsis caudata (Syd.) B. Sutton (1973)
- Pestalotiopsis cephalotaxi (Sawada) Y. Suto & Tak. Kobay. (1993)
- Pestalotiopsis ceratoniae (Maubl.) Rib. Souza (1985)
- Pestalotiopsis chamaeropis Maharachch., K.D. Hyde & Crous (2014)
- Pestalotiopsis chethallensis Sohi & O. Prakash (1979)
- Pestalotiopsis chinensis Maharachch. & K.D. Hyde (2012)
- Pestalotiopsis cibotii (R.P. White) B. Sutton (1993)
- Pestalotiopsis cinchonae (Zimm.) A.R. Liu, T. Xu & L.D. Guo (2006)
- Pestalotiopsis citri (Mundk. & Khesw.) Ershad & Roohib. (1998)
- Pestalotiopsis citrina (McAlpine) Nag Raj (1986)
- Pestalotiopsis clavata Maharachch. & K.D. Hyde (2012)
- Pestalotiopsis clusiae (Griffon & Maubl.) J. Xiang Zhang & T. Xu (2003)
- Pestalotiopsis coffeae (Zimm.) Y.X. Chen (1993)
- Pestalotiopsis colombiensis Maharachch., K.D. Hyde & Crous (2014)
- Pestalotiopsis conigena (Lév.) G.C. Zhao & N. Li (1995)
- Pestalotiopsis coperniciae Steyaert (1961)
- Pestalotiopsis crassiuscula Steyaert (1949)
- Pestalotiopsis cruenta (Syd. & P. Syd.) Steyaert (1949)
- Pestalotiopsis cryptomeriae (Cooke) B. Sutton (1990)
- Pestalotiopsis cycadis (Allesch.) Rib. Souza (1985)
- Pestalotiopsis darjeelingensis Dube, Bilgrami & H.P. Srivast. (1964)
- Pestalotiopsis decolorata (Speg.) Steyaert (1961)
- Pestalotiopsis dilleniae Y.X. Chen & G. Wei (2002)
- Pestalotiopsis diploclisiae Maharachch., K.D. Hyde & Crous (2014)
- Pestalotiopsis disseminata (Thüm.) Steyaert (1949)
- Pestalotiopsis distincta (Guba) K. Yokoy. (1975)
- Pestalotiopsis diversiseta Maharachch. & K.D. Hyde (2012)
- Pestalotiopsis effecta G. Srivast., S.M. Kumar & M.P. Tandon (1977)
- Pestalotiopsis elasticola (Henn.) J. Xiang Zhang & T. Xu (2003)
- Pestalotiopsis espaillatii (Cif. & Gonz. Frag.) Satya (1963)
- Pestalotiopsis eupyrena (Tassi) Nag Raj (1989)
- Pestalotiopsis eusora (Sacc.) J. Xiang Zhang & T. Xu (2003)
- Pestalotiopsis fici Steyaert (1949)
- Pestalotiopsis fuchsiae (Thüm.) Y.X. Chen (1993)
- Pestalotiopsis funerea (Desm.) Steyaert (1949)
- Pestalotiopsis funereoides Steyaert (1949)
- Pestalotiopsis furcata Maharachch. & K.D. Hyde (2012)
- Pestalotiopsis gastrolobii (Tassi) Nag Raj (1989)
- Pestalotiopsis gibberosa (Sacc.) Y.X. Chen (1993)
- Pestalotiopsis gigas Steyaert (1953)
- Pestalotiopsis glandicola (Castagne) Steyaert (1949)
- Pestalotiopsis gracilis (Kleb.) Steyaert (1949)
- Pestalotiopsis granati (Hüseyın) Nag Raj & Melnik (1994)
- Pestalotiopsis grandis Dube & Bilgrami (1966)
- Pestalotiopsis gravesii (Traverso) Tak. Kobay. (1974)
- Pestalotiopsis grevilleae Maharachch., K.D. Hyde & Crous (2014)
- Pestalotiopsis guepinii (Desm.) Steyaert (1949)
- Pestalotiopsis hainanensis A.R. Liu, T. Xu & L.D. Guo (2007)
- Pestalotiopsis hawaiiensis Maharachch., K.D. Hyde & Crous (2014)
- Pestalotiopsis heritierae Purkay. & A.K. Pal bis (1996)
- Pestalotiopsis heterospora Bat., Poroca & J.L. Bezerra (1966)
- Pestalotiopsis heucherae (Tehon & E.Y. Daniels) Ts. Kobay. & E.D. Guzmán (1988)
- Pestalotiopsis hollandica Maharachch., K.D. Hyde & Crous (2014)
- Pestalotiopsis humus Maharachch., K.D. Hyde & Crous (2014)
- Pestalotiopsis hypodermia (Niessl) Steyaert (1949)
- Pestalotiopsis ilicis (Westend.) Steyaert (1949)
- Pestalotiopsis inflexa Maharachch. & K.D. Hyde (2012)
- Pestalotiopsis intermedia Maharachch. & K.D. Hyde (2012)
- Pestalotiopsis ixorae (Rangel) Bat. & Peres (1966)
- Pestalotiopsis jacksoniae (Henn.) Nag Raj (1993)
- Pestalotiopsis japonica (P. Syd.) Steyaert (1949)
- Pestalotiopsis javanica (Guba) Y.X. Chen (1993)
- Pestalotiopsis juncestris Kohlm. & Volkm.-Kohlm. (2001)
- Pestalotiopsis kenyana Maharachch., K.D. Hyde & Crous (2014)
- Pestalotiopsis knightiae Maharachch., K.D. Hyde & Crous (2014)
- Pestalotiopsis kunmingensis J.G. Wei & T. Xu (2004)
- Pestalotiopsis kwangsiensis Y.X. Chen & G. Wei (2002)
- Pestalotiopsis lagerstroemiae (Mhaiskar) Y.X. Chen (1993)

- Pestalotiopsis lambertiae (Petr.) A.R. Liu, T. Xu & L.D. Guo (2006)
- Pestalotiopsis langloisii (Guba) Ts. Kobay. & E.D. Guzmán (1988)
- Pestalotiopsis laughtonae (Doidge) J. Xiang Zhang & T. Xu (2003)
- Pestalotiopsis leprogena (Speg.) Kausar (1960)
- Pestalotiopsis lespedezae (Syd. & P. Syd.) Bilgrami (1963)
- Pestalotiopsis leucopogonis Nag Raj (1993)
- Pestalotiopsis leucothoës (R.P. White) Steyaert (1949)
- Pestalotiopsis lindquistii Steyaert (1961)
- Pestalotiopsis linearis Maharachch. & K.D. Hyde (2012)
- Pestalotiopsis longiaristata (Maubl.) Kausar (1960)
- Pestalotiopsis longiseta (Speg.) K. Dai & Ts. Kobay. (1990)
- Pestalotiopsis lucumae (Tehon) Rib. Souza (1985)
- Pestalotiopsis macrochaeta (Speg.) J. Xiang Zhang & T. Xu (2003)
- Pestalotiopsis macrospora (Ces.) Steyaert (1949)
- Pestalotiopsis maculans (Corda) Nag Raj (1985)
- Pestalotiopsis maculiformans (Guba & Zeller) Steyaert (1949)
- Pestalotiopsis magnoliae J.M. Yen (1980)
- Pestalotiopsis malayana Maharachch., K.D. Hyde & Crous (2014)
- Pestalotiopsis malicola (Hori) X.A. Sun & Q.X. Ge (1990)
- Pestalotiopsis mangiferae (Henn.) Steyaert (1949)
- Pestalotiopsis mangifolia (Guba) J. Xiang Zhang & T. Xu (2003)
- Pestalotiopsis matildae (Richatt) S.J. Lee & Crous (2006)
- Pestalotiopsis mayumbensis (Steyaert) Steyaert (1949)
- Pestalotiopsis menezesiana (Bres. & Torrend) Bissett (1983)
- Pestalotiopsis metasequoiae (Gucevič) Nag Raj (1993)
- Pestalotiopsis micheliae (Kalani) Y.X. Chen & G. Wei (2009)
- Pestalotiopsis microspora (Speg.) G.C. Zhao & N. Li (1995)
- Pestalotiopsis moluccensis Purkay. & A.K. Pal bis (1996)
- Pestalotiopsis monochaeta Maharachch., K.D. Hyde & Crous (2014)
- Pestalotiopsis monochaetioides (Doyer) Steyaert (1949)
- Pestalotiopsis montellica (Sacc. & Voglino) Tak. Kobay. (1974)
- Pestalotiopsis montellicoides Mordue (1986)
- Pestalotiopsis moorei (Harkn.) Nag Raj (1993)
- Pestalotiopsis nattrassii Steyaert (1953)
- Pestalotiopsis neglecta (Thüm.) Steyaert (1953)
- Pestalotiopsis nelumbonis Y.X. Chen & G. Wei (2002)
- Pestalotiopsis novae-hollandiae Maharachch., K.D. Hyde & Crous (2014)
- Pestalotiopsis oenotherae Venkatas., Grand & Van Dyke (1991)
- Pestalotiopsis oleandri (Guba) P.L. Zhu, Q.X. Ge & T. Xu (1991)
- Pestalotiopsis oryzae Maharachch., K.D. Hyde & Crous (2014)
- Pestalotiopsis osyridis (Thüm.) H.T. Sun & R.B. Cao (1990)
- Pestalotiopsis owenii Steyaert (1953)
- Pestalotiopsis oxyanthi (Thüm.) Steyaert (1949)
- Pestalotiopsis paeoniae (Servazzi) Steyaert (1949)
- Pestalotiopsis paeoniicola (Tsukam. & T. Hino) J.G. Wei & T. Xu (2005)
- Pestalotiopsis pallidicolor (Speg.) Steyaert (1961)
- Pestalotiopsis pallidotheae Kyoto Watan. & Yas. Ono (2010)
- Pestalotiopsis palmarum (Cooke) Steyaert (1949)
- Pestalotiopsis palustris Nag Raj (1993)
- Pestalotiopsis pampeana (Speg.) A.R. Liu, T. Xu & L.D. Guo (2006)
- Pestalotiopsis pandani (Verona) A.R. Liu, T. Xu & L.D. Guo (2006)
- Pestalotiopsis papposa Steyaert (1949)
- Pestalotiopsis papuana Maharachch., K.D. Hyde & Crous (2014)
- Pestalotiopsis paraguariensis Y.X. Chen (1993)
- Pestalotiopsis parva Maharachch., K.D. Hyde & Crous (2014)
- Pestalotiopsis perseae Nag Raj (1993)
- Pestalotiopsis pestalozzioides (Dearn. & Fairm.) Nag Raj (1993)
- Pestalotiopsis phoenicis (Vize) Y.X. Chen (1993)
- Pestalotiopsis pittospori Court (1955)
- Pestalotiopsis planimi (Vize) Steyaert (1949)
- Pestalotiopsis podocarpi (Dennis) X.A. Sun & Q.X. Ge (1990)
- Pestalotiopsis portugalica Maharachch., K.D. Hyde & Crous (2014)
- Pestalotiopsis psidii (Pat.) Mordue (1976)
- Pestalotiopsis puttemans (Henn.) Rib. Souza (1985)
- Pestalotiopsis puyae (Henn.) Nag Raj (1993)
- Pestalotiopsis quadriciliata (Bubák & Dearn.) Bissett (1983)
- Pestalotiopsis quercicola (Kuhnh.-Lord. & J.P. Barry) X.A. Sun & Q.X. Ge (1990)
- Pestalotiopsis rapanea (Viégas) Rib. Souza (1985)
- Pestalotiopsis rhododendri Y.M. Zhang, Maharachch. & K.D. Hyde (2013)
- Pestalotiopsis rosea Maharachch. & K.D. Hyde (2012)
- Pestalotiopsis royenae (Guba) Steyaert (1949)
- Pestalotiopsis saccardensis (Guba) Y.X. Chen (1993)
- Pestalotiopsis sapotae (Henn.) Rib. Souza (1985)
- Pestalotiopsis schimae Y.X. Chen & G. Wei (2002)
- Pestalotiopsis scirpina (Ellis & G. Martin) J. Xiang Zhang & T. Xu (2003)
- Pestalotiopsis scoparia Maharachch., K.D. Hyde & Crous (2014)
- Pestalotiopsis siliquastri (Thüm.) Y.X. Chen (1993)
- Pestalotiopsis sinensis (C.I. Chen) P.L. Zhu, Q.X. Ge & T. Xu (1991)
- Pestalotiopsis smilacis (Schwein.) B. Sutton (1975)
- Pestalotiopsis sonsensis (Henn.) Steyaert (1949)
- Pestalotiopsis sorbi (Pat.) X.A. Sun & Q.X. Ge (1990)
- Pestalotiopsis spathulata Maharachch., K.D. Hyde & Crous (2014)
- Pestalotiopsis sphaerelloides (Ellis & Langl.) Y.X. Chen (1993)
- Pestalotiopsis stellata (Berk. & M.A. Curtis) H.T. Sun & R.B. Cao (1990)
- Pestalotiopsis stictica (Berk. & M.A. Curtis) Steyaert (1949)
- Pestalotiopsis subcuticularis (Guba) J.G. Wei & T. Xu (2005)
- Pestalotiopsis submersa Sati & N. Tiwari (1993)
- Pestalotiopsis suffocata (Ellis & Everh.) J.G. Wei & T. Xu (2005)
- Pestalotiopsis sydowiana (Bres.) B. Sutton (1961)
- Pestalotiopsis synsepali Y.X. Chen & G. Wei (2002)
- Pestalotiopsis taslimiana (Mundk. & Khesw.) Kausar (1960)
- Pestalotiopsis tecomicola Nag Raj (1993)
- Pestalotiopsis telopeae Maharachch., K.D. Hyde & Crous (2014)
- Pestalotiopsis terminaliae G.P. Agarwal & Hasija (1961)
- Pestalotiopsis termitarii Kamil, T.P. Devi, N. Mathur, O. Prakash, P. Pandey, Prabhak. & V. Patil (2012)
- Pestalotiopsis thujicola (J.L. Maas) Y. Suto & Tak. Kobay. (1993)
- Pestalotiopsis toxica (Ellis & Everh.) X.A. Sun & Q.X. Ge (1990)
- Pestalotiopsis trachicarpicola Y.M. Zhang & K.D. Hyde (2012)
- Pestalotiopsis trichocladi (Laughton) Steyaert (1954)
- Pestalotiopsis triseptata A.K. Agarwal & S. Chauhan (1989)
- Pestalotiopsis triseta (Moreau & V. Moreau) Steyaert (1949)
- Pestalotiopsis unicolor Maharachch. & K.D. Hyde (2012)
- Pestalotiopsis uvicola (Speg.) Bissett (1983)
- Pestalotiopsis verruculosa Maharachch. & K.D. Hyde (2012)
- Pestalotiopsis versicolor (Speg.) Steyaert (1949)
- Pestalotiopsis virgatula (Kleb.) Steyaert (1949)
- Pestalotiopsis vismiae (Petr.) J. Xiang Zhang & T. Xu (2003)
- Pestalotiopsis westerdykiae Steyaert (1949)
- Pestalotiopsis woodfordiae G.P. Agarwal & Hasija (1961)

### Sinonimi
- Discosiopsis Edward, Kr.P. Singh, S.C. Tripathi, M.K. Sinha & Ranade, 1974
- Robillarda Castagne, 1845